# Hätzingen
Hätzingen – miejscowość w gminie Glarus Süd w Szwajcarii, w kantonie Glarus. Liczba mieszkańców według danych z 31 grudnia 2020 wynosiła 294 osoby. Do 31 grudnia 2003 samodzielna gmina, która dzień później z gminą Diesbach została przyłączona do gminy Luchsingen. 1 stycznia 2011 gmina Luchsingen z pozostałymi dwunastoma gminami utworzyła nową gminę Glarus Süd.